# Picconia excelsa
Picconia excelsa là một loài Picconia, đặc hữu của Macaronesia, có ở quần đảo Canaria (Tây Ban Nha) và Madeira (Bồ Đào Nha). Chúng hiện đang bị đe dọa vì mất môi trường sống.
Đây là một cây bụi hoặc cây cỡ nhỏ thường xanh cao tới 10 m. Lá mọc đối, dài 6–8 cm, đơn, mép nhẵn, thường cong xuống tại viền lá. Quả kiểu quả hạch đen dài 1–2 cm.